# Dave Sexton
David James Sexton OBE (6 de abril de 1930 – 25 de novembro de 2012) foi um treinador e futebolista inglês. Como treinador, o maior sucesso de Sexton foi conquistar a Taça dos Clubes Vencedores de Taças de 1971 com o clube inglês Chelsea.

## Títulos

### Futebolista
Leyton Orient
- Terceira Divisão Sul (1): 1954–55

Brighton & Hove Albion
- Terceira Divisão Sul (1): 1957–58

### Treinador
Chelsea
- Copa da Inglaterra (1): 1969–70
- Taça dos Clubes Vencedores de Taças (1): 1970–71

Manchester United
- Supercopa da Inglaterra (1): 1977 (dividido com o Liverpool)

Seleção Inglesa Sub-20
- Campeonato Europeu de Futebol Sub-21 (2): 1982, 1984

### Individual
- Ordem do Império Britânico (serviços para o futebol): 2005

## Estatísticas como treinador
| Time                   | Nacionalidade | De              | Até              | Histórico | Histórico | Histórico | Histórico | Histórico     |
| Time                   | Nacionalidade | De              | Até              | J         | V         | D         | E         | % de vitórias |
| ---------------------- | ------------- | --------------- | ---------------- | --------- | --------- | --------- | --------- | ------------- |
| Leyton Orient          | Inglaterra    | Janeiro de 1965 | Dezembro de 1965 | 37        | 7         | 20        | 10        | 18,92%        |
| Chelsea                | Inglaterra    | Outubro de 1967 | Outubro de 1974  | 333       | 140       | 93        | 100       | 42,04%        |
| Queens Park Rangers    | Inglaterra    | Outubro de 1974 | Julho de 1977    | 130       | 57        | 41        | 32        | 43,85%        |
| Manchester United      | Inglaterra    | Julho de 1977   | Abril de 1981    | 191       | 75        | 52        | 64        | 39,27%        |
| Seleção Inglesa Sub-20 | Inglaterra    | 1977            | 1990             | 90        | 52        | 16        | 22        | 57,78%        |
| Coventry City          | Inglaterra    | Maio de 1981    | Maio de 1983     | 88        | 28        | 39        | 21        | 31,82%        |
| Seleção Inglesa Sub-20 | Inglaterra    | 1994            | 1996             | 27        | 17        | 8         | 2         | 62,96%        |